# فرانک زاپا با مادران پیشگیری ملاقات می‌کند
«فرانک زاپا با مادران پیشگیری ملاقات می‌کند» (به انگلیسی: Frank Zappa Meets the Mothers of Prevention) آلبومی از هنرمند اهل ایالات متحده آمریکا فرانک زاپا است که در سال ۱۹۸۵ میلادی منتشر شد.